# Lermooser Straße
De Lermooser Straße (L71) is een 2,37 kilometer lange Landesstraße (lokale weg) in het district Reutte in de Oostenrijkse deelstaat Tirol. De straat verbindt de landesstraße Ehrwalder Straße (L391) vanuit Biberwier (989 m.ü.A.) met de gelijknamige Bundesstraße (B187) in Lermoos (994 m.ü.A.). De weg vormt een alternatieve verbindingsroute voor de Lermooser Tunnel op de Fernpassstraße (B179).,